# Vincent Marchetti
Vincent Marchetti (Ajaccio, 4 luglio 1997) è un calciatore francese, centrocampista del Paris FC.